# Pieni-Eukko
Pieni-Eukko är en ö i Finland. Den ligger i sjön Kuolimo och i kommunen Sankt Michel i den ekonomiska regionen  S:t Michel och landskapet Södra Savolax, i den södra delen av landet, 180 km nordost om huvudstaden Helsingfors. Öns största längd är 20 meter i sydöst-nordvästlig riktning.